# Campoplex sauteri
Campoplex sauteri là một loài tò vò trong họ Ichneumonidae.